# Seznam ameriških smučarskih tekačev
Seznam ameriških smučarskih tekačev.

## A
- Morgan Arritola

## B
- Erik Bjornsen
- Sadie Maubet Bjornsen
- Kevin Bolger
- Kyle Bratrud
- Rosie Brennan
- Holly Brooks

## C
- Sophie Caldwell

## D
- Jessica Diggins

## E
- Sylvan Ellefson
- Tad Elliott

## F
- Rosie Frankowski
- Kris Freeman

## G
- Brian Gregg
- Caitlin Gregg
- Elizabeth Guiney

## H
- Simi Hamilton
- Logan Hanneman
- Noah Hoffman

## J
- Erik Jager
- Dakota Blackhorse-von Jess

## K
- Julia Kern
- Bill Koch
- Tyler Kornfield

## L
- Sophia Laukli
- Benjamin Lustgarten

## N
- Andrew Newell
- David Norris

## O
- Katherine Ogden

## P
- Caitlin Patterson
- Scott Patterson

## R
- Kikkan Randall

## S
- Ida Sargent
- Ben Saxton
- JC Schoonmaker
- Gus Schumacher
- Alayna Sonnesyn
- Liz Stephen
- Hailey Swirbul

## T
- Ian Torchia